# Freeman Township (Iowa)
Pour les articles homonymes, voir Freeman.
Freeman Township est un township du comté de Clay, situé en Iowa, États-Unis. La population était de 444 habitants lors du recensement de 2000. 

## Géographie
Freeman Township couvre 92,39 km2 du comté de Clay et comporte une ville, Dickens.
Selon l'USGS, le township contient un cimetière : Dickens.